# Hatt m/1910

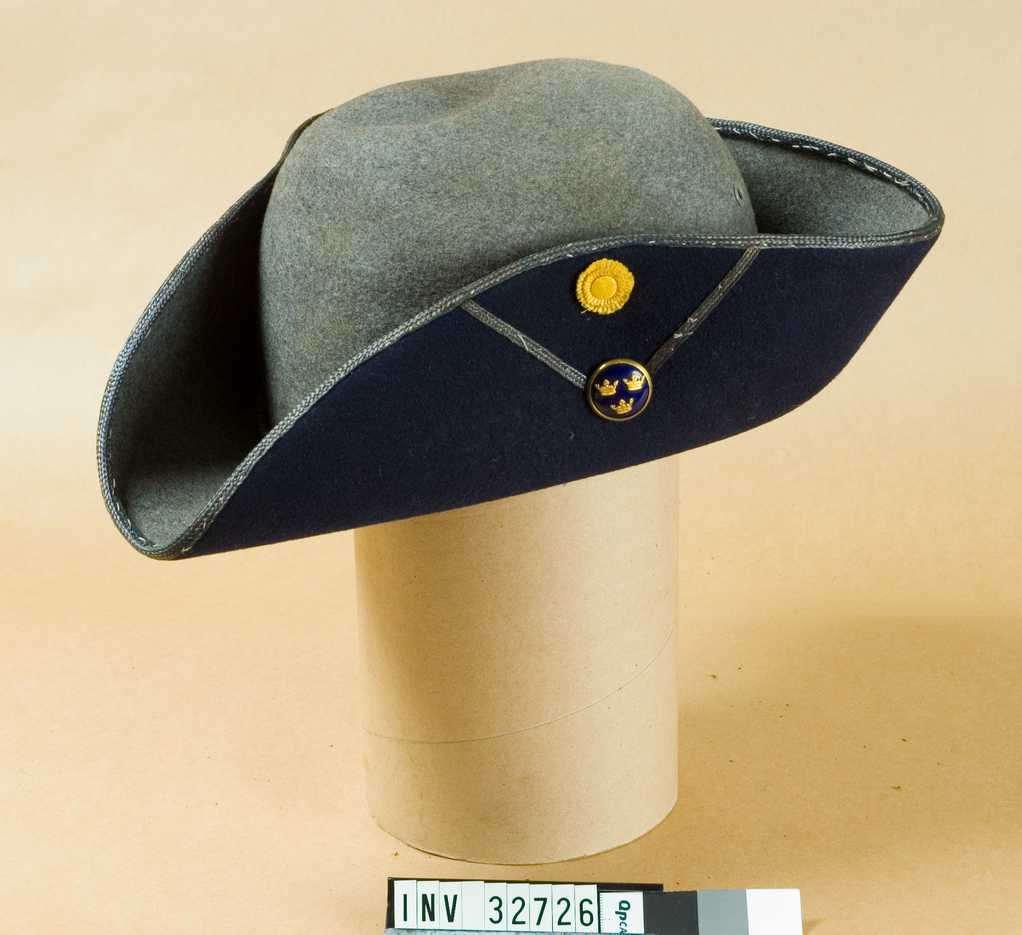
Hatt m/1910 för löjtnant vid Livregementet till häst
(Ur armémuseums samlingar)

Hatt m/1910 var en trekornshatt som användes inom Försvarsmakten.

## Utseende
Hatt m/1910 är tillverkad i grå mjuk filt. Brättet är 9 cm brett samt på undersidan mellanblått och kullen är 14 cm hög. För att fästa brättet så finns det tre vita metallhakar fastsydda på den övre sidan. På dess vänstra sida finns även tre kronor i förgylld metall. Under dessa har officerarna en kokard vilken har en diameter om 4 cm. Manskapet har istället en kompani(/skvadron-/batteri)knapp på samma ställe. Vid stor och liten parad bärs även ståndare m/1910.

## Användning
Denna hatt användes inom hela armén till Uniform m/1910. Denna hatt är i stort sett identisk med föregångaren Hatt m/1906. Detta var den definitivt sista trekornshatten inom försvarsmakten. Efterföljaren, den mer praktiska mössa m/1923, var en vidareutveckling av mössa m/1865.

## Varianter

### Hatt m/1910-1914
Skillnaden mellan ursprungsversionen och denna är att denna även är försedd med en gradbeteckning.